# ラウル・カティナス
ラウル・カティナス（Raul Cătinaş、男性、1988年8月6日 - ）は、ルーマニア出身のキックボクサー。ドージョー・チャクリキ所属。
スーパーヘビー級としては身長が低いながらもがっしりとした体格を活かして前へ出て相手にプレッシャーをかけながら剛腕パンチを連打する豪快なファイトスタイルが特徴のハードパンチャーであり、マイク・タイソンとファイトスタイルが似ているため、タイソンと同じ「Iron（鉄人）」の異名を持つ。
21歳の現時点で既にステファン・レコやカーター・ウィリアムス、ゼバット・ポーツラックといった強豪に勝利するなど実績を重ねている。
チャクリキのトム・ハーリック会長からは「カティナスは恐れ知らずなファイター・ハートを持っているし、チャクリキで練習を続ければリング上で真の怪物になれる。ピーター・アーツのような実績を残すことができるだろう」と評されている。

## 来歴
2008年12月20日、K-1チェコ大会のトーナメントに出場し、1回戦でミンダウガス・サカラウスカスにKO勝ちするも準決勝でアーシュイン・バルラックに判定負け。
2009年3月21日、K-1クロアチア大会のスーパーファイトでステファン・レコと対戦し、KO勝ち。
2009年5月23日、K-1 WORLD GP 2009 IN LODZのヨーロッパGPの1回戦でピジェスミスラフ・ミンキニアから3度ダウンを奪ってKO勝ち。準決勝でザビット・サメドフに判定負け。
2009年10月24日、K-1 Collizion Final Eliminationのスーパーファイトでゼバット・ポーツラックに3-0の判定勝利。
2010年5月21日、K-1 WORLD GP 2010 IN BUCHAREST -EAST EUROPE GP-のスーパーファイトでカーター・ウィリアムスから3度のダウンを奪って1RKO勝ち。
2010年10月2日、K-1 WORLD GP 2010 IN SEOUL FINAL16に推薦枠として出場。当初はアンドレイ・アルロフスキーと対戦予定だったが、アルロフスキーが怪我により欠場。急遽代役となったマイティ・モーと対戦し、ローキックを効かせて優位に立つ場面もあったが、ダウンを奪われ判定負け。
2011年は怪我のため試合から遠ざかっていた。
2012年、オランダのマイクスジムにて6週間のトレーニングを行い、2月25日、モンテネグロのポドゴリツァで開催されたSuperKombatのスーパーファイトでの15ヶ月ぶりの復帰戦でユクセル・アヤディンに3-0の判定勝ち。
その後、オランダのドージョー・チャクリキでのトレーニングを開始し、正式にチャクリキ所属となる
2012年5月12日、クルジュ＝ナポカで開催されたSuperKombat World Grand Prix II 2012の4人制ヘビー級予選トーナメントに出場し、1回戦でJairzinho Rozenstruikに左フック一撃で2RKO勝ち。決勝でダニエル・サムと対戦し、2Rと3Rに二度ずつダウンを奪って3-0の判定勝ちで優勝。11月10日に開催されるSuperKombat World Grand Prix 2012 Final Eliminationの出場権を獲得した。
7月7日、ブルガリアのヴァルナで開催されたSuperKombatのスーパーファイトでドマジョフ・オスタジックに1RKO勝ち。

## 戦績
| キックボクシング 戦績 | キックボクシング 戦績 | キックボクシング 戦績 | キックボクシング 戦績 | キックボクシング 戦績 | キックボクシング 戦績 | キックボクシング 戦績 |
| --------------------- | --------------------- | --------------------- | --------------------- | --------------------- | --------------------- | --------------------- |
| 16 試合               | (T)KO                 | 判定                  | その他                | 引き分け              | 無効試合              |                       |
| 12 勝                 | 7                     | 5                     | 0                     | 0                     | 0                     |                       |
| 4 敗                  | 0                     | 4                     | 0                     | 0                     | 0                     |                       |

| 勝敗 | 対戦相手                     | 試合結果                       | 大会名                                          | 開催年月日     |
| ○    | ドマジョフ・オスタジック     | 1R KO（右フック）              | SuperKombat World Grand Prix III 2012           | 2012年7月7日   |
| ○    | ダニエル・サム               | 3R終了 判定3-0                 | SuperKombat World Grand Prix II 2012 【決勝】   | 2012年5月12日  |
| ○    | Jairzinho Rozenstruik        | 2R 2:02 KO（左フック）         | SuperKombat World Grand Prix II 2012 【1回戦】  | 2012年5月12日  |
| ○    | ユクセル・アヤディン         | 3R終了 判定3-0                 | SuperKombat World Grand Prix I 2012             | 2012年2月25日  |
| ×    | マイティ・モー               | 3R終了 判定0-3                 | K-1 WORLD GP 2010 IN SEOUL FINAL16 【1回戦】    | 2010年10月2日  |
| ○    | カーター・ウィリアムス       | 1R 1:58 KO（パンチ）           | K-1 WORLD GP 2010 IN BUCHAREST -EAST EUROPE GP- | 2010年5月21日  |
| ○    | ゼバット・ポーツラック       | 3R終了 判定3-0                 | K-1 Collizion Final Elimination                 | 2009年10月24日 |
| ×    | ザビット・サメドフ           | 3R終了 判定0-3                 | K-1 WORLD GP 2009 IN LODZ 【EUROPE GP 準決勝】  | 2009年5月23日  |
| ○    | ピジェスミスラフ・ミンキニア | 延長R 1:26 KO（3ノックダウン） | K-1 WORLD GP 2009 IN LODZ 【EUROPE GP 1回戦】   | 2009年5月23日  |
| ○    | ステファン・レコ             | 1R 2:35 KO（左フック）         | K-1 Croatia 【スーパーファイト】                | 2009年3月21日  |
| ×    | アーシュイン・バルラック     | 3R終了 判定0-3                 | K-1 Fighting Network Prague 2008 【準決勝】     | 2008年12月20日 |
| ○    | ミンダウガス・サカラウスカス | 3R KO                          | K-1 Fighting Network Prague 2008 【1回戦】      | 2008年12月20日 |
| ×    | ゼバット・ポーツラック       | 3R終了 判定0-3                 | Noc Bojovnikov 5                                | 2008年9月12日  |
| ○    | レアモン・ウェルボレン       | 3R終了 判定3-0                 | Local Kombat 30                                 | 2008年6月6日   |
| ○    | ポーラ・マタエレ             | 2R KO（パンチ）                | Lokal Kombat 29                                 | 2008年3月18日  |
| ○    | マーク・ボス                 | 3R+延長1R終了 判定3-0          | Local Kombat 28                                 | 2007年12月14日 |
| ○    | キス・バラージュ             | 3R終了 判定3-0                 | Local Kombat 27                                 | 2007年11月3日  |